# 圣维大理圣殿 (罗马)
圣维大理圣殿（義大利語：Basilica di Santi Vitale e Compagni Martiri in Fovea）是罗马的一座 罗马天主教宗座圣殿。也是亞當·梅達司鐸級樞機的领衔聖堂。 

## 历史
该堂建于400年，由教宗依诺增爵一世祝圣于401或402年，敬礼米兰的圣维大理及他的妻子圣华莱丽与儿子盖法削和玻罗大削。为罗马城古老的领衔聖堂之一。
圣维大理圣殿曾经重修数次，包括1475年西斯都四世的修葺，以及1598年、1938年和1960年。目前该堂已经低于门前的民族街数公尺之多。

## 外观
门廊是该聖堂最古老的部分，也许可以追溯到公元5世纪。门廊上有西斯都四世的徽章。1859年，庇护九世修建了通往5世纪门廊的阶梯。

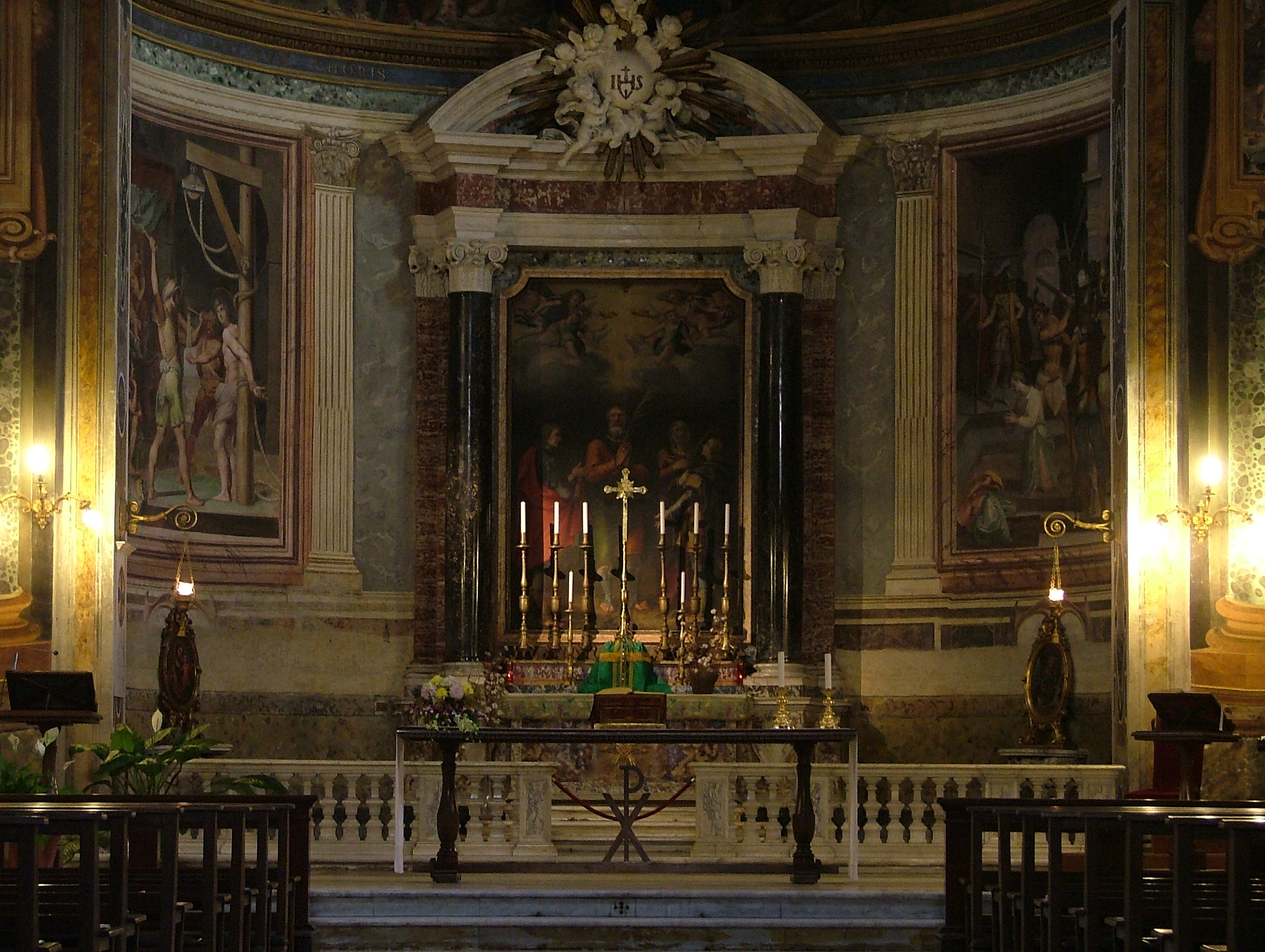
内部

## 内部
该堂只有一个通廊，壁画描绘殉道的场景，其中有“安提约基亚的依纳爵的殉道”，描绘了破败的罗马斗兽场。

## 樞機
司鐸級樞機約翰·費舍爾，1535年被英国国王亨利八世所杀。
按照罗马贵族 Francesco Silla 的意愿，该堂向穷人分发免费面包。